# ペーター・シュミット
ペーター・シュミット（Prof. h.c. Peter Schmidt , 1937年12月10日 - 2025年7月24日）は、ドイツ・バイロイト出身のデザイナーであり、彼の名を冠したブランディング／デザイン会社、ペーター・シュミット・グループ (Peter Schmidt Group GmbH)の創設者である。彼の名前、Peterはドイツ人なので日本では「ペーター」と表記される。
数々の有名なCIや、香水ボトルをデザインしてきた、ドイツを代表するデザイナーの1人。
現在はハンブルクに設立した個人事務所を拠点にバレエやオペラのステージデザイン等、文化芸術の世界でも活躍をしている。
日本でのマネージメント窓口は株式会社イッタ・インターナショナル・インコーポレイテッドが担当。

## 略歴
- 1937年12月10日 - ドイツ・バイロイトに庭師の子として生まれる。
- 1957年 - カッセル大学を卒業。
- 1963年 - ハンブルクに移り住み、Schwarzkopf(シュワルツコフ)社においてグラフィックデザイナーとして活動をはじめる。
- 1967年 -駆け出しのデザイナーであった友人、ジルサンダー(JIL SANDER)のロゴを制作。
- 1972年 - ペーター・シュミット・スタジオを設立。パッケージデザインと香水のボトルを主に手がける。
- 1986年 - CIや本や雑誌のアートディレクションをはじめる。
- 1992年 - 名門ハンブルク・バレエ団の監督を務めるジョン・ノイマイヤーと共に、バレエ団の舞台衣装とステージデザインを制作。
- 2000年10月 - 社会貢献の功績を讃えられドイツ連邦十字勲章を受章。
- 2001年 - 日本のドイツ菓子の老舗、ユーハイムのブランドデザインを手がける。日本やアジアの文化芸術に深い造詣を持つ、ペーター・シュミットのアジア初となるプロジェクトとなる。
- 2003年 - ペーター・シュミット・スタジオ設立30年を迎え、社名をペーター・シュミット・グループに改め、経営の前線から退く。
- 2003年 - 経営危機に瀕していたドイツの老舗磁器メーカー、Arzberg(アルツベルク社)を買収。クリエイティブディレクターとしてCI、プロダクトデザインを一新し、経営を救う。
- 2006年 - ハンブルクにて、アートサイエンスの名誉博士号を取得する。
- 2025年7月24日、ハンブルクで死去。87歳没[1]。

## エピソード
- ペーター・シュミットは、大の親日家として知られている。
- 日本の古美術品のコレクターとも知られており、中でも狩野派に造詣が深い。
- バイロイト出身ということもあり、クラシック音楽の大ファン。ヴァーグナー家とも親交がある。
- 他にも国際的な指揮者、ケント・ナガノ氏や、日本人作曲家でピアニストの野平一郎氏とも親交がある。
- オペラやバレエのステージデザインを手がけることが、デザイナーとしての目標の一つであった。